# Guglielmo Aurini
Guglielmo Aurini (Teramo, 10 agosto 1866 – Torino, 10 agosto 1926) è stato uno scrittore e critico d'arte italiano.

## Biografia
Guglielmo Aurini, che a volte si firmava con l'anagramma Inirua o Giaur, pubblicò buona parte dei suoi scritti su riviste (Rivista abruzzese di scienze, lettere ed arti, Corriere Abruzzese, L'Abruzzo, Arte di Adolfo Venturi, Rassegna d'arte e storia di Firenze, Roma di Flery, L'Ordine di Ancona, La Valtellina di Sondrio, Ars Nova, La Scure e Libertà di Piacenza).
I suoi primi articoli di cronista e critico d'arte furono pubblicati su La Vedetta di Teramo, in occasione della Mostra artistica di Teramo del 1888, occupandosi appena ventiduenne della sezione di arte moderna.
La passione per l'arte e l'archeologia lo indusse a trasferirsi a Roma, dove iniziò una nuova carriera nell'amministrazione delle Poste. Ivi, a più diretto contatto col mondo accademico, oltre alle mostre d'arte, poté seguire, in veste di giornalista, le lezioni di Adolfo Venturi sulla storia dell'arte, insieme a quelle di Emanuel Löwy sull'archeologia e di Rodolfo Lanciani sulla topografia romana.
A Chieti, dove visse nel periodo dal 1915 al 1918, assistette alla scoperta degli affreschi rinvenuti nella demolizione della chiesa di San Domenico e alla scoperta di avanzi dell'antico acquedotto romano, venuti alla luce durante lo scavo delle fondazioni del palazzo provinciale.
Fu nominato "ispettore dei monumenti e scavi" e pubblicò diversi scritti su Chieti e l'arte teatina; nel 1917, venne dato alle stampe il saggio Su le opere d'arte esistenti in Chieti, con il quale diede inizio a uno studio sistematico della storia e delle opere di Chieti.
Visse a Teramo, poi a Roma, Campobasso, Chieti, Macerata, Piacenza, Sondrio, Torino. In tutte queste città tenne conferenze e studiò l'arte locale, pubblicando su questo argomento articoli su periodici, monografie o guide.
Scrisse la Piccola guida dei monumenti di Piacenza per i congressisti del 36º congresso geologico italiano e la Guida di Piacenza e provincia.
A Piacenza fece parte dell'associazione culturale "Amici dell'arte", che nel novembre 1923 diede vita alla pubblicazione del periodico Ars Nova, per il quale Guglielmo fu collaboratore e autore di diversi articoli.
Fu nominato socio della Deputazione abruzzese di storia patria il 25 settembre del 1920 e cavaliere ufficiale dal ministro delle Poste e telegrafi nel 1922.
A lui sono state intitolate due pubbliche strade, una a Tortoreto Lido e una nella frazione Ostia Antica di Roma.

## Alcune pubblicazioni
Vengono di seguito alcune pubblicazioni dei 333 scritti editi:
- "Una festa del lavoro", in Corriere Abruzzese, Teramo, 13 agosto 1890 (nell'articolo si annuncia il completamento dei lavori di copertura del Castello Della Monica in Teramo e dei festeggiamenti relativi)
- La Sala Palizzi in Roma, Teramo, Tip. del Corr. Abruzzese, 1892
- "Il ritratto di Nicola da Guardiagrele", in Corriere Abruzzese, Teramo, 8 aprile 1896
- "Gli scavi di S. Anna", in Corriere Abruzzese, Teramo, 11 aprile 1896
- "La valle della Pescara: impressioni d'arte", in L'Abruzzo, Lanciano, a. I, n. 3, marzo 1920, pp. 173–175
- La restituzione alla Valtellina dei suoi tesori d'Arte, Sondrio, Arti Grafiche Valtellinesi, 1920
- Piccola guida dei monumenti di Piacenza. Ad uso dei congressisti del XXXVI Congresso geologico italiano, Piacenza, Soc. Tip. ed. Porta, 1923
- Piacenza e provincia. Guida storica, artistica, amministrativa, commerciale e agricola, Torino, Ediz. Pro Orfanotrofio Militare Nazionale, Soc. Tip. Editoriale Porta, 1924
- "L'antica arte abruzzese a Torino", in "Il Risorgimento d'Abruzzo e Molise", Roma, 10 ottobre 1926